# Charlie Munger
Charles Thomas "Charlie" Munger, född 1 januari 1924 i Omaha, Nebraska, död 28 november 2023 i Santa Barbara, Kalifornien, var en amerikansk investerare, företagsledare, jurist och filantrop. Han var vice styrelseordförande för det multinationella konglomeratet Berkshire Hathaway Inc. sedan 1978 och beskrevs som Warren Buffetts "högra hand", hans närmsta rådgivare vid konglomeratets investeringar. Munger var också ledamot i koncernstyrelsen för den globala detaljhandelskedjan Costco Wholesale Corporation sedan januari 1997. Innan Munger blev involverad i Berkshire, grundade han juristbyrån Munger, Tolles & Olson som han var delägare i fram till sin död.
I februari 2023 rankade den amerikanska ekonomitidskriften Forbes Munger till att vara världens 1 325:e rikaste med en förmögenhet på 2,3 miljarder amerikanska dollar.

## Biografi
Munger avlade en kandidatexamen i meteorologi vid California Institute of Technology och han hade även en juristexamen från Harvard Law School.
Berkshire Hathaway meddelade i ett pressmeddelande den 28 november 2023 att Munger hade avlidit.

### Filantropi
Munger har sedan 1997 officiellt donerat uppemot en halv miljard dollar till olika utbildningsinstitutioner.
- University of California, Santa Barbara: $200 miljoner[11], den största enskilda donationen av Munger.
  - Kavli Institute for Theoretical Physics (University of California, Santa Barbara): $65 miljoner.[12][13]
- University of Michigan: $111,2 miljoner.[14][15]
  - University of Michigan Law School: $23 miljoner.[16][17]
- Stanford University: $43,5 miljoner.[18]
- Huntington Library, San Marino i Kalifornien: $32 miljoner.[19]
- Harvard-Westlake School, Los Angeles i Kalifornien: $17,5 miljoner.[20][21][22]
- Marlborough School, Los Angeles i Kalifornien: $1,86 miljoner.[23]

Munger valde dock att inte medverka i The Giving Pledge, som inrättades av Warren Buffett och Bill Gates i juni 2010.